# Моара Ноуа (Дамбовица)
Моара Ноуа (рум. Moara Nouă) насеље је у Румунији у округу Дамбовица у општини Салчоара. Oпштина се налази на надморској висини од 168 m.

## Становништво
Према подацима из 2002. године у насељу је живело 20 становника, од којих су сви румунске националности.